# Haunt of fresh
Haunt of Fresh（ハウントオブフレッシュ）は、2018年に結成されたクリエイターチーム。メンバーは非公開。

## 来歴
2018年12月1日に初めての音楽イベントを東京都渋谷区恵比寿にある、『EBISU BATICA』でおこなう。
2019年からは渋谷区にある『Sankeys PENTHOUSE』で音楽イベントを主催。
2019年12月1日には1周年を記念し、東京都渋谷区円山町に位置する、SHIBUYA WOMBでイベントを開催。
そのイベントにはアパレルブランド『CAPTAINS HELM TOKYO』などとコラボする。

## 楽曲制作
楽曲制作では、2020年5月に初のシングルともなる、『We Pray - for you-』をリリース。
新型コロナウイルス感染症のチャリティソングとして発表された。楽曲には、RYUCHELL、Celeina Ann、Young Daluなどが参加した。プロデュースは週末CITYPLAYBOYZに所属するBUGSが担当した。
2020年9月「Call Me (feat. Celeina Ann & BUGS)」をリリース。客演にBUGS&Celeina Annを迎える。
1. 『[We Pray - for you-』をリリース。
2. 『Call Me』をリリース。

## PLAYROOM
2020年2月YouTube上のチャンネルで『PLAYROOM』というコンテンツを始める。様々なシチュエーションで、様々なアーティストが遊び場のような気持ちでパフォーマンスをおこなうチャンネルとなっている。Ryuchell、セレイナ・アン、都啓一などが出演している。